# Служби Windows
Служби ОС Windows (англ. Windows Service, служби, сервіси) — додатки, що автоматично запускаються системою при запуску Windows і виконуються в фоновому режимі.
Використання служб ОС Windows передбачене для серверної частини додкатків чи для програм, що постійно працюють в фоновому режимі та не перетинаються з програмами, запущеними в сесіях інших користувачів.
Мають спільні риси з концепцією демонів в Unix — їх також можна ставити на автозавантаження, призупиняти та перезапускати, також вони не мають інтерфейсу взаємодії з користувачем. 

## Режими роботи
Здебільшого службам заборонено взаємодія з консоллю або робочим столом користувачів (як локальних, так і віддалених), однак для деяких служб можливе виключення.
Існує кілька режимів для служб:
- заборонений до запуску;
- ручний запуск (за запитом);
- автоматичний запуск при завантаженні комп'ютера;
- автоматичний (відкладений) запуск (введений в Windows Vista і Windows Server 2008);
- обов'язкова служба/драйвер (автоматичний запуск і неможливість (для користувача) зупинити службу).

## Цикл життя
Кожен сервіс Windows проходить через декілька внутрішніх станів, що складають їхній цикл життя:
1. Інсталляція та завантаження в систему.
2. Запуск.
3. Виконання (базовий статус "running").
4. Зупинка ("stopped"), призупинка ("paused") або остаточна зупинка внаслідок вимкнення комп'ютера.

Додаткові статуси, які може мати служба в системі, пов'язані з командою, що була запущена але ще не виконана:
1. ContinuePending
2. PausePending
3. StartPending
4. StopPending

Зміна стану служби керується такими засобами:
1. Менеджер Контролю Служб (англ. Services Control Manager), sc.exe.
2. Server Explorer.
3. Безпосередній виклик методів Менеджера Контролю Служб у програмному коді.[2][3]

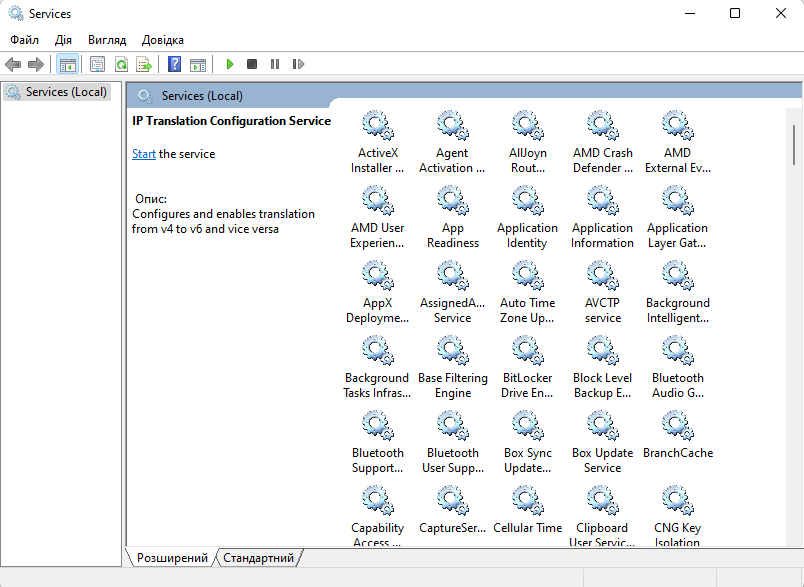
Скріншот менеджера сервісів у Windows 11.

## Перелік сервісів
| Назва                    | Ключове ім'я | Опис                                                        | Вперше з'являється в версії |
| ------------------------ | ------------ | ----------------------------------------------------------- | --------------------------- |
| Active Directory Service | NTDS         | Менеджер мережевої автентифікації                           | Windows 2000 Server         |
| DNS Client               | DNSCache     | Виконує "резолвінг" та кешування доменів                    | Windows 2000 Server         |
| Windows Update           | WUAUServ     | Забезпечує оновлення системи та її встановлених компонентів | Windows XP                  |